# Moa & Malte
Moa & Malte är en svensk kortfilm från 2000, i regi av Jonas Embring.

## Handling
Filmen tar avstamp i att en kvinna ligger medvetslös på sjukhus. Kvinnans pojkvän tar för första gången ensam hand om deras gemensamma åtta månader gamla bebis. Polisen misstänker inget brott bakom händelsen, men kvinnans 19-åriga lillasyster är den enda som vet vad som egentligen hände. Hon kidnappar barnet.

## Skådespelare
- Ulf Ekelund
- Simon Falk Rehén
- Anita Heikkilä
- Maria Heiskanen
- Johan Holzberg
- Ulricha Johnson
- Ebba Malmberg
- Henrik Norlén

### Fotnoter
1. 1 2  ”Moa & Malte”. Svensk Filmdatabas. http://www.sfi.se/sv/svensk-filmdatabas/Item/?itemid=47745&type=MOVIE&iv=Contributors&ref=/templates/SwedishFilmSearchResult.aspx?id%3d1225%26epslanguage%3dsv%26searchword%3dmoa+%26+malte%26type%3dMovieTitle%26match%3dBegin%26page%3d1%26prom%3dFalse. Läst 23 maj 2012.